# Huxi, Chongqing
Huxi (kinesiska: 虎溪) är ett stadsdelsdistrikt i sydvästra Kina. Det ligger i stadsdistriktet Shapingba i storstadsområdet Chongqing, omkring 26 kilometer väster om det centrala stadsdistriktet Yuzhong. Antalet invånare är 54 079. Befolkningen består av 30 315 kvinnor och 23 764 män. Barn under 15 år utgör 0,00 %, vuxna 15-64 år 99 %, och äldre över 65 år 0,00 %.